# Sigvald Götsson
Sigvald Götsson, pseudonym för Nils Gottfrid Björck, född den 23 oktober 1869 i Vollsjö församling, Malmöhus län, död den 4 april 1891 i Södertälje församling, Stockholms län, var en svensk författare.
Götsson var verksam inom den tidiga arbetarrörelsen. Hans dikter publicerades framför allt i Arbetet och Social-Demokraten, men även i andra socialdemokratiska tidningar. Hans alster, som var uttalat antiklerikala och antimilitaristiska,  gav upphov till flera tryckfrihetsmål. Den ansvarige utgivaren för Folkets Röst dömdes till ett års fängelse. Vem författaren bakom pseudonymen var blev bekant först långt senare.